# Tour de France 1926
Il Tour de France 1926, ventesima edizione della Grande Boucle, si svolse in diciassette tappe tra il 20 giugno e il 18 luglio 1926, per un percorso totale di 5 745 km. Fu vinto dallo scalatore belga Lucien Buysse (al terzo ed ultimo podio, peraltro consecutivo nel Tour dopo un terzo posto nel 1924 e un secondo nel 1925). Buysse, quinto belga ad imporsi nel Tour, terminò la corsa con il tempo di 238h44'25".
In seconda posizione della classifica generale si piazzò il passista-cronoman e finisseur lussemburghese Nicolas Frantz (al secondo podio nella Grande Boucle; era arrivato alla piazza d'onore anche nell'edizione del 1924); il terzo posto andò a Bartolomeo Aymo (per la seconda ed ultima volta sul podio di Parigi, stesso risultato da lui ottenuto nell'edizione precedente del 1925).

## Tappe
| Tappa  | Data      | Percorso                       | km    | Vincitore di tappa      | Leader cl. generale    |
| ------ | --------- | ------------------------------ | ----- | ----------------------- | ---------------------- |
| 1ª     | 20 giugno | Évian > Mulhouse               | 373   | Jules Buysse            | Jules Buysse           |
| 2ª     | 22 giugno | Mulhouse > Metz                | 334   | Aimé Dossche            | Jules Buysse           |
| 3ª     | 24 giugno | Metz > Dunkerque               | 433   | Gustave Van Slembrouck  | Gustave Van Slembrouck |
| 4ª     | 26 giugno | Dunkerque > Le Havre           | 361   | Félix Sellier           | Gustave Van Slembrouck |
| 5ª     | 28 giugno | Le Havre > Cherbourg           | 357   | Adelin Benoît           | Gustave Van Slembrouck |
| 6ª     | 30 giugno | Cherbourg > Brest              | 405   | Joseph Van Dam          | Gustave Van Slembrouck |
| 7ª     | 2 luglio  | Brest > Les Sables d'Olonne    | 412   | Nicolas Frantz          | Gustave Van Slembrouck |
| 8ª     | 3 luglio  | Les Sables d'Olonne > Bordeaux | 285   | Joseph Van Dam          | Gustave Van Slembrouck |
| 9ª     | 4 luglio  | Bordeaux > Bayonne             | 189   | Nicolas Frantz          | Gustave Van Slembrouck |
| 10ª    | 6 luglio  | Bayonne > Luchon               | 326   | Lucien Buysse           | Lucien Buysse          |
| 11ª    | 8 luglio  | Luchon > Perpignano            | 323   | Lucien Buysse           | Lucien Buysse          |
| 12ª    | 10 luglio | Perpignano > Tolone            | 427   | Nicolas Frantz          | Lucien Buysse          |
| 13ª    | 12 luglio | Tolone > Nizza                 | 280   | Nicolas Frantz          | Lucien Buysse          |
| 14ª    | 14 luglio | Nizza > Briançon               | 275   | Bartolomeo Aymo         | Lucien Buysse          |
| 15ª    | 16 luglio | Briançon > Évian               | 303   | Joseph Van Dam          | Lucien Buysse          |
| 16ª    | 17 luglio | Évian > Digione                | 321   | Camille Van de Casteele | Lucien Buysse          |
| 17ª    | 18 luglio | Digione > Parigi               | 341   | Aimé Dossche            | Lucien Buysse          |
| Totale | Totale    | Totale                         | 5 745 |                         |                        |

## Resoconto degli eventi
L'edizione del 1926 affrontò la maggiore distanza totale della storia del Tour, con 5745 km, con 17 tappe lunghe mediamente 338 km; inoltre fu caratterizzata dalla minor velocità media, 24,064 km/h. Per la prima volta, inoltre, non si partì da Parigi, ma da Évian.
Lucien Buysse correva ancora come gregario di Ottavio Bottecchia, che però partiva in condizioni di forma approssimative. All'edizione del Tour vi erano anche i fratelli Jules e Michel Buysse (un altro fratello, Marcel, era arrivato terzo nell'edizione del 1913 del Tour). Alla terza tappa Buysse fu sconvolto dalla notizia della morte della figlia e nonostante questo decise di continuare la corsa francese.
Lucien Buysse ottenne il primato in classifica alla decima tappa (da Bayonne a Luchon) che, iniziata a mezzanotte, prevedeva 326 km e l'ascesa di diverse salite. Prima della partenza di questa tappa Buisse partiva con 22 minuti di svantaggio da Gustave Van Slembrouck in classifica generale ma, attaccando durante una tempesta sul Colle d'Aspin nei Pirenei, guadagnò quasi un'ora sul capitano Bottecchia (poi ritirato nella stessa giornata) e arrivò solo al traguardo, dopo 17 ore ed infliggendo 17 minuti ai suoi inseguitori. Buysse vinse anche la successiva tappa pirenaica davanti al fratello Jules, arrivando a Parigi da campione con un vantaggio di più di un'ora e venti minuti sul secondo classificato, il lussemburghese Nicolas Frantz.
Lucyen Buysse fu maglia gialla alla fine di otto tappe (le ultime consecutivamente) sul totale delle diciassette previste.
Al Tour de France 1926 parteciparono 126 corridori, divisi in nove squadre più i cicloturisti, dei quali 41 giunsero a Parigi. Nicolas Frantz fu il corridore che vinse il maggior numero di tappe: quattro su un totale di diciassette frazioni.

## Classifiche finali

### Classifica generale - Maglia gialla
| Pos. | Corridore          | Squadra       | Tempo      |
| ---- | ------------------ | ------------- | ---------- |
| 1    | Lucien Buysse      | Automoto      | 238h44'25" |
| 2    | Nicolas Frantz     | Alcyon-Dunlop | a 1h22'25" |
| 3    | Bartolomeo Aymo    | Alcyon-Dunlop | a 1h22'51" |
| 4    | Theophile Beeckman | Armor-Dunlop  | a 1h43'54" |
| 5    | Félix Sellier      | Alcyon-Dunlop | a 1h49'13" |
| 6    | Albert Dejonghe    | J.B. Louvet   | a 1h56'15" |
| 7    | Léon Parmentier    | J.B. Louvet   | a 2h09'20" |
| 8    | Georges Cuvelier   | Météore       | a 2h28'32" |
| 9    | Jules Buysse       | Automoto      | a 2h37'03" |
| 10   | Marcel Bidot       | Thomann       | a 2h53'54" |